# Harald Bogs
Harald R. Bogs (* 12. April 1938 in Potsdam; † 2. Mai 2025) war ein deutscher Jurist und Professor für Öffentliches Recht, insbesondere Staats-, Verwaltungs- und Sozialrecht.

## Leben
Bogs studierte Rechtswissenschaften in Eberhard Karls Universität Tübingen und wurde dort 1957 Mitglied der Studentenverbindung AV Virtembergia.
Er war als Dekan an der juristischen Fakultät der Universität Göttingen tätig. Im Jahre 2003 wurde er emeritiert. Bekannt geworden ist Bogs durch seine Werke im Bereich des Sozialrechts.

## Werke (Auswahl)
- Gesundheitspolitik zwischen Staat und Selbstverwaltung, Köln-Lövenich, Deutscher Ärzte-Verlag, 1982
- Wahlfach Sozialrecht, Heidelberg Müller, Juristischer Verlag, 1981,
- Soziale Selbstverwaltung / Bd. 1. Aufgaben und Funktion der Selbstverwaltung in der Sozialversicherung, 1977
- Die Sozialversicherung im Staat der Gegenwart,  Berlin, Duncker und Humblot, 1973
- Eherechts-Reform, Frankfurt/M. Athenäum-Verl., 1971
- Die verfassungskonforme Auslegung von Gesetzen, Stuttgart Kohlhammer, 1966